# Timothy Doherty
Timothy Lawrence Doherty (ur. 29 września 1950 w Rockford) – amerykański duchowny katolicki, biskup Lafayette w Indianie od 2010.

## Życiorys
Jest najstarszy z siódemki rodzeństwa. Ukończył niższe seminarium NMP w Crystal Lake, Illinois. Następnie kształcił się w Davenport i na Uniwersytecie Gregoriańskim w Rzymie. W czasie pobytu w Wiecznym Mieście seminaryjną formację pobierał w Kolegium Ameryki Płn. Święcenia kapłańskie otrzymał 26 czerwca 1976 w kościele św. Tomasza Apostoła w Crystal Lake z rąk ordynariusza Rockford Arthura O’Neilla. Pracował następnie m.in. jako wikariusz w parafii katedralnej w Rockford. Później podjął dalsze studia w Rzymie (zakończone licencjatem). W roku 1996 uzyskał doktorat z etyki chrześcijańskiej na Loyola University w Chicago. W latach 1995–2010 był diecezjalnym etykiem ds. służby zdrowia. Wykładał też w St. Anthony College of Nursing w Rockford, a także był proboszczem kilku parafii. Był też przez kilka lat członkiem Archidiecezjalnego Komitetu ds. Bioetyki w Chicago i Komisji Opieki Zdrowotnej w Peorii w stanie Illinois.
12 maja 2010 roku otrzymał nominację na ordynariusza Lafayette w Indianie. Sakry udzielił mu metropolita Indianapolis Daniel Buechlein OSB.